# Цапфа

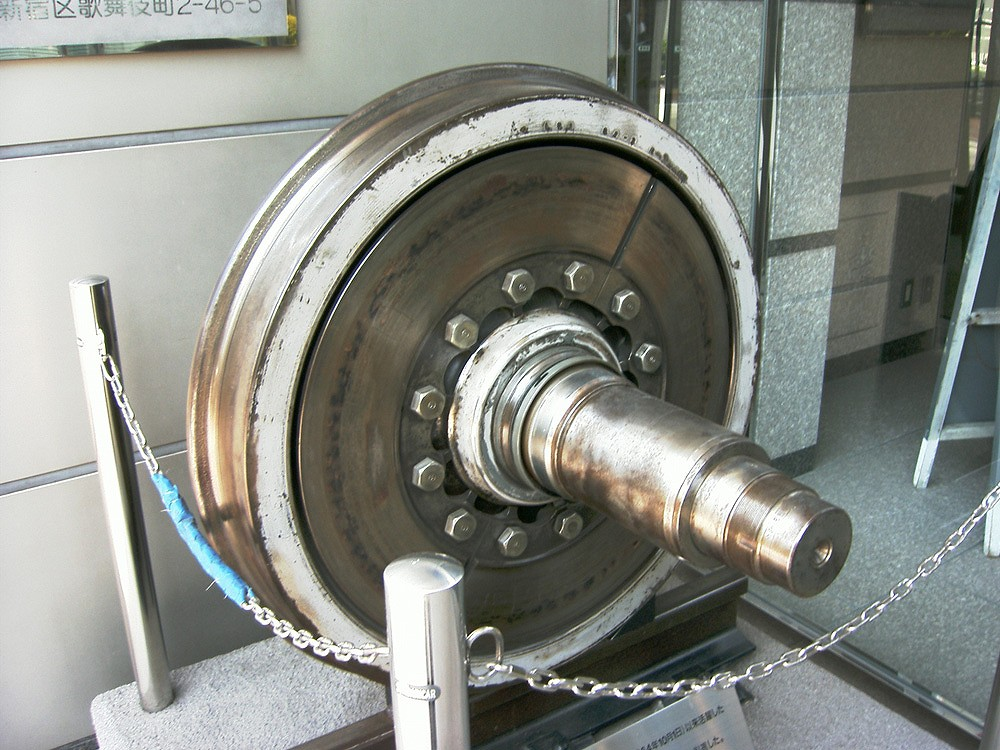
Колесо и ось электропоезда 0-й серии Токайдо-синкансэна

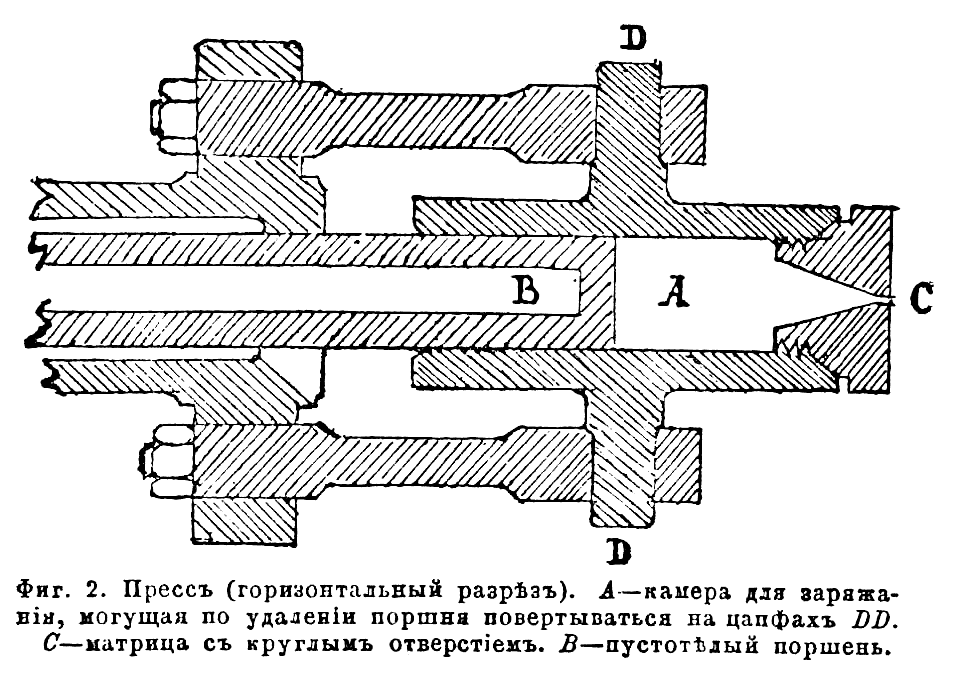
Пресс (горизонтальный разрез). А — камера для заряжания, способная по удалении поршня поворачиваться на цапфах DD. C — матрица с круглым отверстием. В — пустотелый поршень

Ца́пфа (нем. Zapfen — цапфа, шейка, шип, втулка, стержень) — часть вала или оси, на которой находится опора (подшипник). Цапфа, находящаяся на конце вала, называется шип, в средней части вала — шейка. Концевая цапфа, воспринимающая осевые нагрузки, это пята.
Цапфы осей часовых колёс называются «кончики», их приходится весьма тщательно полировать для уменьшения трения.
В оконной фурнитуре — запирающий элемент обвязки створок грибовидной или цилиндрической формы, который при взаимодействии с ответной деталью на раме конструкции обеспечивает закрытие окна и надлежащий прижим, исключающий продувание.